# Paralomis spinosissima
El centollón (Paralomis spinosissima) es una especie de crustáceo decápodo que integra el género de cangrejos litódidos Paralomis. Habita el lecho marino de las frías aguas del sudoeste del océano Atlántico. 

## Taxonomía, distribución y hábitat
Paralomis spinosissima fue descrita originalmente en el año 1972 por los científicos Yakov Avad'evitch Birstein y L. G. Vinogradov, basados en un lote de 17 ejemplares (el que incluía un macho juvenil) capturados al noroeste de las islas Georgias del Sur.
Posteriormente también fue reportado para las aguas de las islas Malvinas, de las islas Aurora y otros puntos del mar del Scotia y del sudoeste del océano Atlántico, llegando por el norte hasta Mar del Plata, ciudad costera del centro-este de la Argentina.
Habita en aguas oceánicas profundas y frías (llegando a 1400 metros de profundidad) del sudoeste del océano Atlántico y de las áreas septentrionales cercanas del océano Antártico, generalmente en áreas próximas a la zona de ruptura de la plataforma.